# Belter-Gruppe
Die Belter-Gruppe war ein Teil des studentischen Widerstandes in der DDR an der Universität Leipzig. Kopf der Gruppe war Herbert Belter, der 1951 hingerichtet wurde. Weitere neun Mitglieder wurden 1950 verhaftet und zu mehrjährigen Straflageraufenthalten verurteilt.

## Widerstand an der Universität Leipzig
Die zunehmende Gleichschaltung der gesellschaftlichen Institutionen in der SBZ ab 1946 machte auch vor den Universitäten nicht halt. Zunehmend wurden kritische Studenten und Dozenten von der Arbeit in den Hochschulen ausgeschlossen, verhaftet oder zur Flucht in die Westzonen getrieben.
Auf die verbleibenden Studenten wurde Druck zum Eintritt in die Freie Deutsche Jugend (FDJ) ausgeübt. Einen Schlusspunkt für die Möglichkeit der freien politischen Betätigung an der Universität Leipzig war die Auflösung des gewählten Studentenrates November 1948 und dessen Neubesetzung mit FDJ-Mitgliedern. Demokratische Oppositionsarbeit war nur noch im Untergrund möglich.
Ab dem Wintersemester 1949/50 sammelte sich um den Studenten der Volkswirtschaftslehre Herbert Belter eine kleine Gruppe demokratisch gesinnter Studenten, die mit Flugblättern versuchten, Gegenöffentlichkeit gegen das Informationsmonopol der SED zu organisieren. Sie erstellten und verteilten 1950 auf dem Gelände der Universität Flugblätter, die sich gegen die manipulierten Volkskammerwahlen und die kommunistische Diktatur richteten. Neben eigenen Materialien wurden auch Flugblätter des RIAS (Rundfunk im Amerikanischen Sektor) verteilt und Informationen über die politischen Repressalien in der „Zone“ an den Sender geliefert.

## Verhaftung
In der Nacht vom 4. auf den 5. Oktober 1950 verteilten Belter und sein Freund Helmut du Mênil in Leipzig Flugblätter. Nachdem sie bei einer Routinekontrolle der Polizei ihre Ausweise nicht vorweisen konnten, wurden sie auf die Polizeiwache mitgenommen und dort durchsucht. Belter wurde verhaftet, weil bei ihm West-Geld und ein Brief aus West-Berlin gefunden wurde. Du Mênil wurde freigelassen und floh in den Westen. Am 5. Oktober fand die Polizei bei der Durchsuchung von Belters Wohnung Flugblätter und ein Notizbuch mit Namen. Daraufhin wurden die übrigen Mitstreiter verhaftet. Sie wurden einem sowjetischen Militärtribunal übergeben, das die Todesstrafe für Herbert Belter und Freiheitsstrafen zwischen 10 und 25 Jahren für die anderen Angeklagten aussprach.
Alle Verurteilten wurden in die Sowjetunion gebracht. Herbert Belter wurde am 28. April 1951 in Moskau hingerichtet. Erst nach der Wende 1989 war es möglich, anhand der sowjetischen Archive Umstände und Todestag zu ermitteln. Die anderen Mitglieder der Gruppe wurden in sowjetische Arbeitslager gebracht. Die drakonischen Strafen mussten sie teilweise absitzen, bis sie ab 1953 entlassen wurden.

## Rezeption
Die Öffentlichkeit im Westen in den 40er und 50er Jahren nahm mit hoher Anteilnahme den Aufbau einer kommunistischen Diktatur und den demokratischen Widerstand dagegen wahr. Die Gruppe Belter war jedoch nur eine von vielen Initiativen und erlangte daher keine hohe Bekanntheit. Nach der Entlassung der Opfer wurde die Geschichte der Gruppe Belter als Teil der Geschichte des Widerstandes in der DDR wissenschaftlich aufgearbeitet. Das öffentliche Interesse war aber nur kurzfristiger Natur. Ab Beginn der Entspannungspolitik, so kritisierte Werner Gumpel, brandmarkte man ihn sogar als „Kalten Krieger“, wenn er von den Verbrechen in der DDR berichtete.
Nach der Wende begann ein Prozess der Aufarbeitung der Geschichte der DDR. Der Widerstand gegen die DDR und seine Opfer wurden neu erforscht und die Erinnerung an die Ereignisse neu belebt. Im Rahmen einer Wanderausstellung „Erschossen in Moskau…“ wurde unter anderem das Schicksal der Gruppe Belter dargestellt. Unter dem Titel „Studentischer Widerstand an der Universität Leipzig 1945–1955“ wurde der Widerstand (unter anderem der Belter-Gruppe) in einer vom Universitätsarchiv erarbeiteten Ausstellung an der Universität Leipzig thematisiert. Die Universität Leipzig ehrt Herbert Belter gemeinsam mit anderen Opfern der beiden deutschen Diktaturen in ihrem Ehrenbuch.
Die fünf noch lebenden Mitglieder der einstigen „Belter-Gruppe“ wurden im Juni 2007 für ihr demokratisches Engagement mit dem Bundesverdienstkreuz geehrt. Der sächsische Ministerpräsident Georg Milbradt (CDU) sagte in seiner Laudatio, die Mitglieder der Gruppe hätten sich „mutig gegen die Vergewaltigung des Geistes“ gewehrt und ihr Leben gefährdet, um für eine bessere Gesellschaft zu kämpfen.

## Mitglieder
Mitglieder der Gruppe waren
- Otto Bachmann
- Erhardt Becker
- Herbert Belter
- Peter Eberle
- Rolf Grünberger
- Werner Gumpel
- Günter Herrmann
- Siegfried Jenkner
- Helmut du Mênil
- Karl Miertschischk
- Hans-Dieter Scharf